# Chiesa della Madonna del Carmine (Novella, Italia)
La chiesa della Madonna del Carmine è una chiesa sussidiaria di Revò frazione di Novella, in Trentino. Risale al XIV secolo.

## Storia

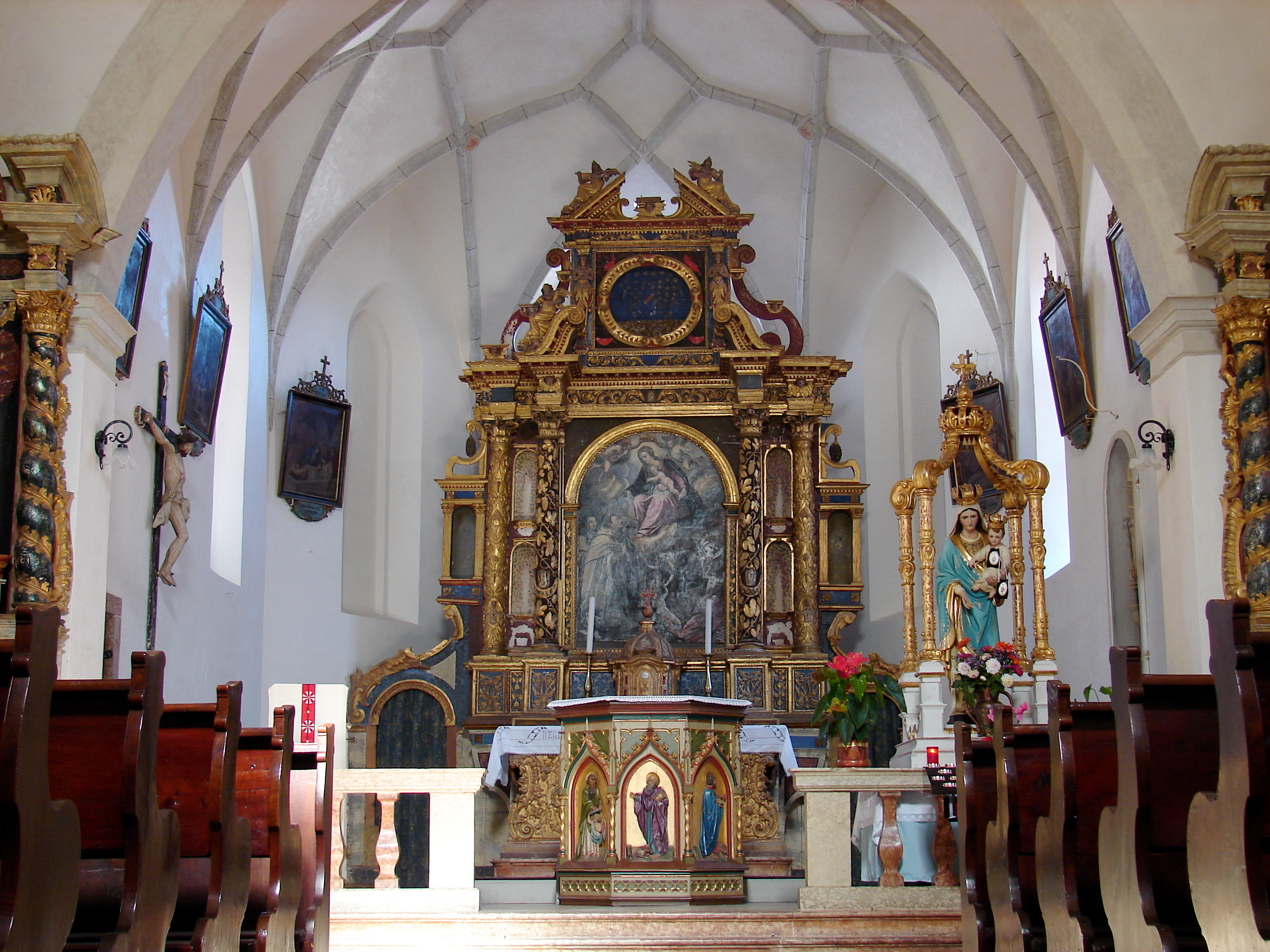
Interno

La fondazione della piccola chiesa è avvenuta nel XIV secolo, e durante quel primo periodo gli interni vennero decorati con affreschi che ci sono pervenuti solo in parte.
Col XVII secolo l'edificio fu oggetto di un restauro molto importante che portò alla sua quasi completa riedificazione. Terminati questi interventi la chiesa ottenne la solenne consacrazione, anche se i lavori sulla torre campanaria non si erano ancora conclusi.
Durante il XIX secolo venne riparata la copertura, danneggiata da una nevicata molto forte, e furono anche sistemate le parti che erano state colpite durante un incendio.
A partire dagli anni finali del XX secolo per arrivare sino al 2006 è iniziato un ulteriore ciclo di restauri conservativi che hanno permesso di recuperare, in parte, anche precedenti ed antiche strutture romaniche. Si è restaurato il tetto, si sono riviste le tinteggiature sia interne sia esterne, si sono ripulite le parti in marmo e sono state installate nuove e grandi vetrate. Si è provveduto agli adeguamenti liturgici e si è anche sistemata la pavimentazione di tutto l'edificio.